# Окатово (Рыбинский район)
Окатово — деревня в Глебовском сельском округе Глебовского сельского поселения Рыбинского района Ярославской области .
Окатово — одна из четырёх деревень, выстроеных по возвышенности вдоль междуречья текущих на север реки Юга, и её левых притоков. В деревне Мархачево, стояшей на дороге Рыбинск—Глебово, на расстоянии 1,5 км западнее пересечения с рекой Юга, начинается просёлочная дорога на север, следующая на расстоянии 1,5-2 км западнее реки Юга, и соединяющая деревни Окатово, Ковыкино (6 км), Заднево и Осорино. Севернее Осорино эта дорога выходит на берег залива Рыбинского водохранилища, недалеко от устья реки Юга. Вдоль дороги и деревень — поля, шириной от 500 м до 2 км, которые окружены лесами, частично заболоченными . 
Деревня Окатова указана на плане Генерального межевания Рыбинского уезда 1792 года.
На 1 января 2007 года в деревне числился 1 постоянный житель . Почтовое отделение, расположенное в селе Глебово, обслуживает в деревне Окатово 3 дома .